# Musée national de Pančevo
Le musée national de Pančevo (en serbe cyrillique : Народни музеј Панчева ; en serbe latin : Narodni muzej Pančeva) est un musée situé à Pančevo, en Serbie, dans la province de Voïvodine et dans le district du Banat méridional. Le bâtiment qui l'abrite est inscrit sur la liste des monuments culturels de grande importance de la république de Serbie (identifiant no SK 1428).

## Bâtiment
En 1794, par décret, François Ier d'Autriche a accordé à Pančevo le statut de « communauté militaire libre », ce qui revenait dans la pratique à une autonomie locale. Dans ce cadre, le bâtiment dans lequel est installé le musée a été construit entre 1833 et 1838, selon des plans du major Heimann, un constructeur qui a œuvré dans la Frontière militaire, pour les besoins de la « Magistrature », une institution administrative de la période autrichienne en Voïvodine proche d'un hôtel de ville.
Il se présente comme un édifice de style néo-classique qui s'inscrit dans un plan épousant la lettre cyrillique « P » inversée, la façade principale étant orientée vers la place principale de la ville. Le bâtiment est constitué d'un rez-de-chaussée et d'un étage. Des frises entre le rez-de-chaussée et l'étage et entre l'étage et le toit rythment la façade horizontalement ; sur le plan vertical, la façade principale doit sa symétrie à une avancée centrale avec un portail, des colonnes qui soutiennent un balcon à balustrade et, au sommet de l'avancée, un grand fronton triangulaire avec des figures de nymphes ailées encadrant une horloge.
Au rez-de-chaussée, les fenêtres sont rectangulaires, moulurées et surmontées d'un fort linteau tandis qu'à l'étage elles sont en plein cintre et, en dehors de l'avancée centrale, surmontées de lunettes décorées.
L'intérieur est richement orné. La salle d'apparat a été décorée en 1838 par Julije Sajdl, un peintre de Novi Sad.